# Martini
Martini (укр. Мартіні) — з 1897 року швейцарський виробник автомобілів. Штаб-квартира була розташована у Фрауенфельді. У 1925 році компанію купує фірма Steiger. У 1934 році компанія припинила виробництво автомобілів.

## Заснування компанії
Фірму Martini & Tanner в 1863 році заснував Фрідріх фон Мартіні, він був конструктором, а його фірма випускала палітурні та текстильні машини. В 1869 році він конструює гвинтівку «Пібоді-Мартіні», яка поставлялася в армії того часу. В 1870 році він перейменовує фірму в F. Martini & Co.

## Початок виробництва автомобілів
У 1897 році сини Фрідріха фон Мартіні Адольф і Макс конструюють перший власний автомобіль, це був задньомоторний транспорт, який багато в чому повторював автомобіль Карла Бенца. Наступного року вони побудували «Тип 2», який багато в чому повторював попередній прототип, в 1899 році побудували «Тип 3», який мав вже переднє розташування мотора.

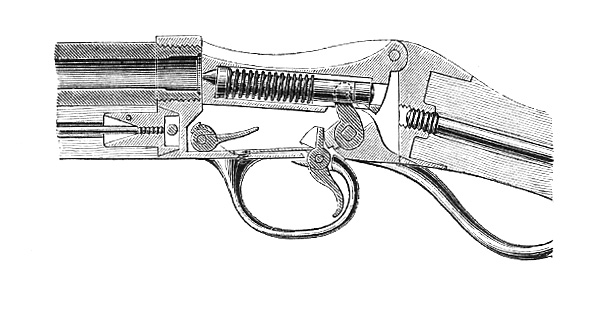
Гвинтівка Peabody-Martini

У 1901 році брати будують (до речі, в англомовних джерелах пишуть тільки про Адольфа) 4-циліндровий автомобіль Typ 4 10PS. А через рік представляють 2 моделі з V-подібним розташуванням 4-х циліндрів — 10PS і 16 PS.
Оскільки швейцарські кантони були вороже налаштовані до автомобілів (наприклад, в кантоні Граубюнден до 1924 року не можна було їздити на «диявольському возі»), то доводилося збувати машини у Франції та Англії, де вони непогано розходилися.
Як відомо, двигун продажів — реклама. Тож Мартіні вирішує зробити рекламу таким чином — проїхати по залізниці, для цього він запрошує свого англійського агента з продажу — капітана Дізі, який у результаті проїжджає без поломок 18 кілометрів залізницею (по шпалах), причому основна частина шляху мала нахил в 22,6 відсотка за градієнтом.
Крім іншого, цю дію знімали на камеру, зробивши в підсумку 10-хвилинний рекламний ролик, що було в ту пору рідкістю, якщо не новинкою.
Після такої реклами фірма будує новий завод у місті Санкт-Блез-Невшатель, проте в Фрауенфельді продовжували виробляти мотори, які доправляли на новий завод. У 1903 році фірмі вдалося продати 100 автомобілів.

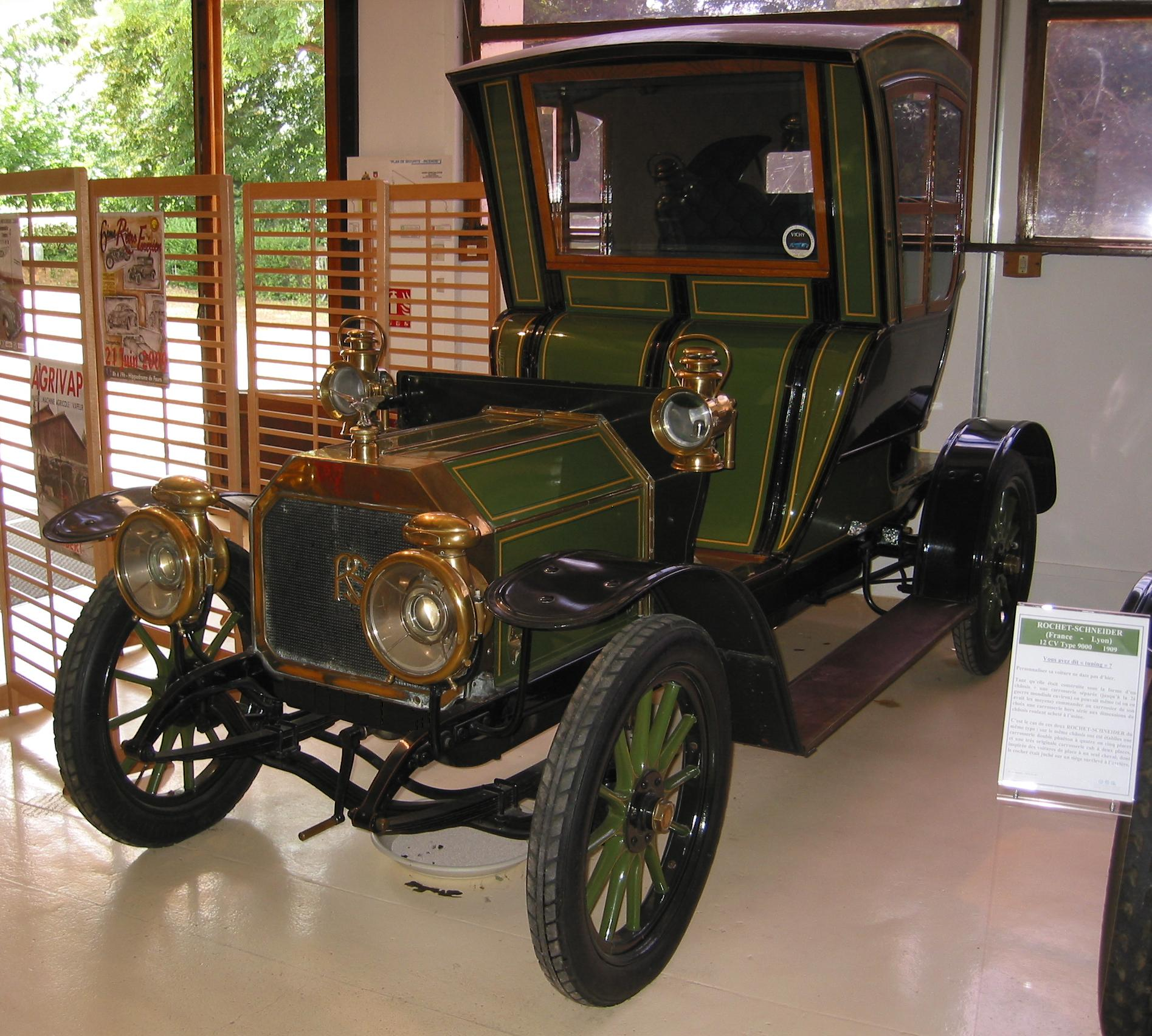
Martini 20/24НР

Тоді ж продукція фірми розширюється ліцензійною моделлю 20/24HP, купленою у французької фірми Rochet-Schneider, крім того в серію йде копія «Мерседес Сіплекс» під індексом 14/18PS.
У 1904 році фірма вирішує зробити новий трюк, знову на допомогу приходить капітан Дізі, який вирішує перетнути Альпи на Martini 16PS. Шлях склав майже 3200 км, в подорож Дізі бере журналіста Праде.

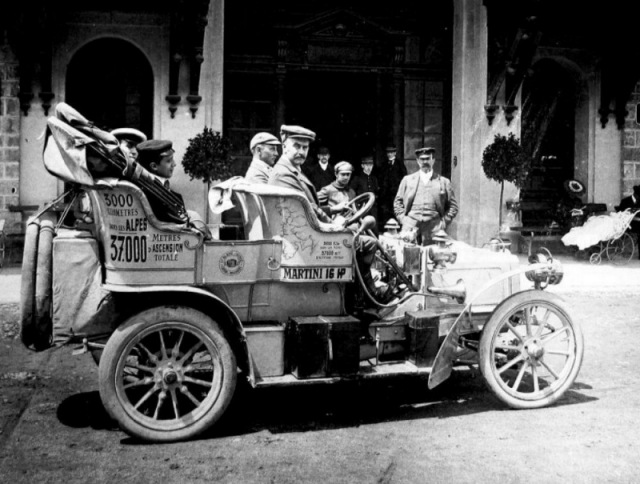
Martini 16PS у пробігу через Альпи

Вони благополучно долають цю відстань.
У 1906 році Дізі кидає виклик фірмі «Роллс-Ройс», який називали «битвою циліндрів»: за угодою автомобілі «Роллс-Ройс» і «Мартіні» повинні проїхати 4000 миль. «Мартіні» виставив 40-сильні 4-циліндрові автомобілі, «Роллс-Ройс» виставив 6-циліндрові моделі з 30-ма силами, однак більш потужні «Мартіні» програли «Роллсам». У тому ж році англійці купують фірму і перейменовують її в Martini Automobile Co. Ltd., проте через 2 роки швейцарці перекуповують фірму і вона тепер має довгу назву — «Société nouvelle des automobiles Martini, usine nationale».
Поки багаті дядьки гралися купівлею-продажем, інженери не сиділи, склавши руки. І якщо в 1907 році у виробничій програмі були моделі 20hp, 28hp і 40hp, які мали ланцюгову передачу, то в 1908 році до них додалися моделі 12hp і 16hp, разом з якими фірма перейшла на кардани.
У 1908 році «Мартіні» виставляє 1,1 л модель 12НР на гонки Coupe de Voiturettes, машини приходять 7-ю, 8-ю і 10-ю, за що фірма отримує командний приз.
Ця перемога була куди престижніша 13-го і 15-го місця в гонках на «приз Кайзера» 1907 року.
Однак ці перемоги не приносили великих продажів вдома вже через згадані швейцарські антиавтомобільні закони, тому головними ринками збуту були Франція, Англія, Росія, обидві Америки, Нова Зеландія і Єгипет.
У 1908 році Дізі йде з команди, щоб почати виробництво власних автомобілів. Через 2 роки, не дивлячись на рекордні продажі — 260 машин за рік, фірма стоїть на межі краху, бо банк, який належав родині, збанкрутував. Брати Адольф і Макс фон Мартіні йдуть з компанії.

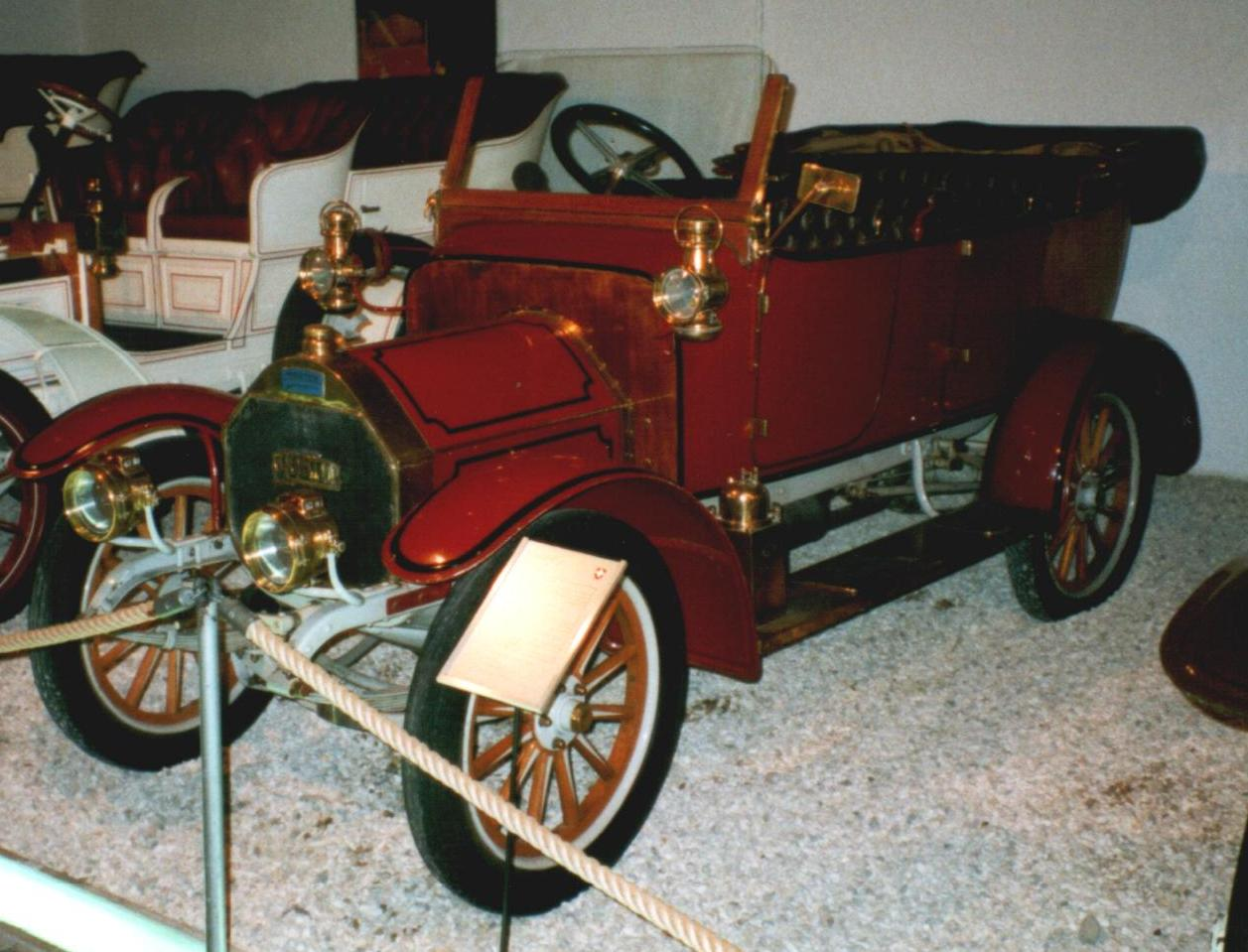
Martini GA 12НР

В 1912 році на ринок виводиться нова модель — GA з мотором 2,4 л і потужністю 12 сил.

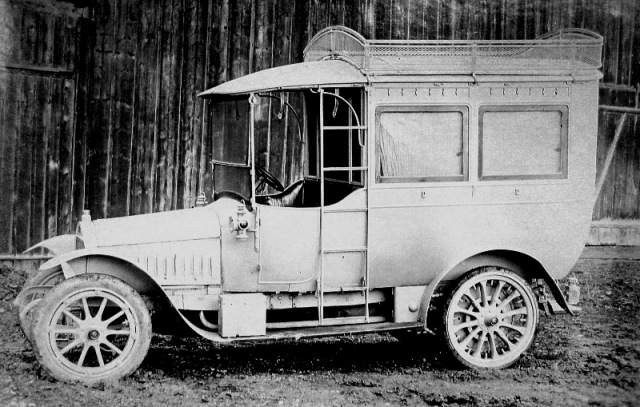
Martini GV 35HP

До 1914 року модельний ряд скоротився до 3-х легкових автомобілів, 2-х вантажних і одного автобуса (автобуси фірма випускала ще з 1903 року).
До речі, в 1913 році в Швейцарії було 5200 автомобілів, з них близько 530 марки «Мартіні» (тобто 10 % всього автопарку), при цьому Швейцарія імпортувала 966 автомобілів, а експортувала в тому ж році 842 машини.
З початком Першої світової фірмі вдається підняти рівень продажів. Так, 1917 року «Мартіні» б'є свій рекорд 1910 року, і випускає 350 машин, в основному завдяки вантажівкам.
Після війни, в 1919 році, фірма зіткнулася з новою кризою, а саме — більшість автовиробників випускали автомобілі конвеєрно, а в «Мартіні» була повністю ручна праця, відповідно, було важко конкурувати з такими виробниками, як «Фіат», «Форд» або «Сітроен». «Мартіні» запускає в серію єдину модель — TF, яка оснащена мотором моделі 18/24 ще 1913 року. З цією машиною фірма трималася на плаву до 1925 року.
Однак в 1924 році, в той час, коли 6-циліндрові сучасні комплектні машини коштували близько 14 000 франків, то тільки за шасі «ТФ» просили 17 000, так що здавалося, що дні фірми полічені.

## Martini у складі компанії Steiger
Але тут з'являються німецькі мануфактурщики — брати Штайгери. Вони вже мали автомобільне виробництво в Ульмі (Німеччина) і вирішили купити контрольний пакет акцій швейцарської компанії. В 1926 році вони запускають у виробництво модель «Мартіні Сікс» з рядною 6-ю, об'ємом 3,1 л і потужністю 70 сил. У Німеччині машина продавалася як Steiger-Martini 17/100.

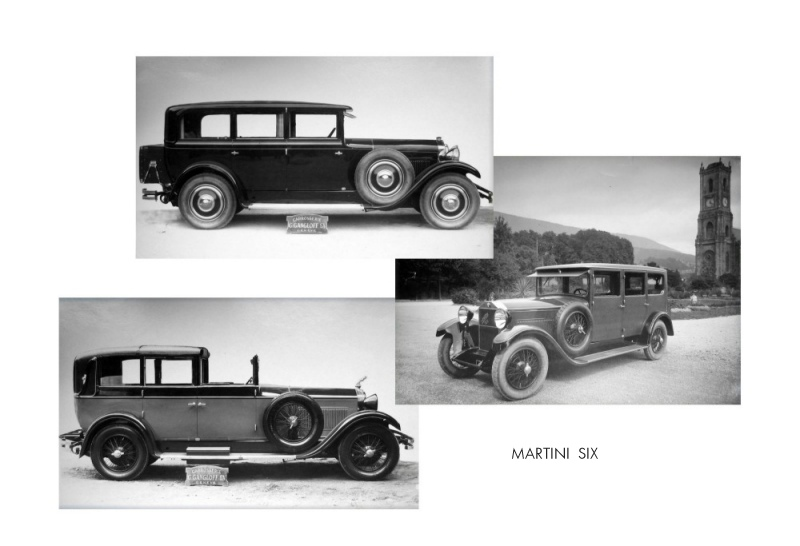
Martini Six

Ця модель затвердила поразку в «битві циліндрів», бо чверть століття фірма була вірна 4-циліндровим моторам, а модель «Сікс» стала першою 6-циліндровою машиною марки. Крім того, автомобіль був оснащений електричним стартером і гідравлічними гальмами всіх коліс. Цей солідний автомобіль міг спокійно розвивати до 100 км/год.

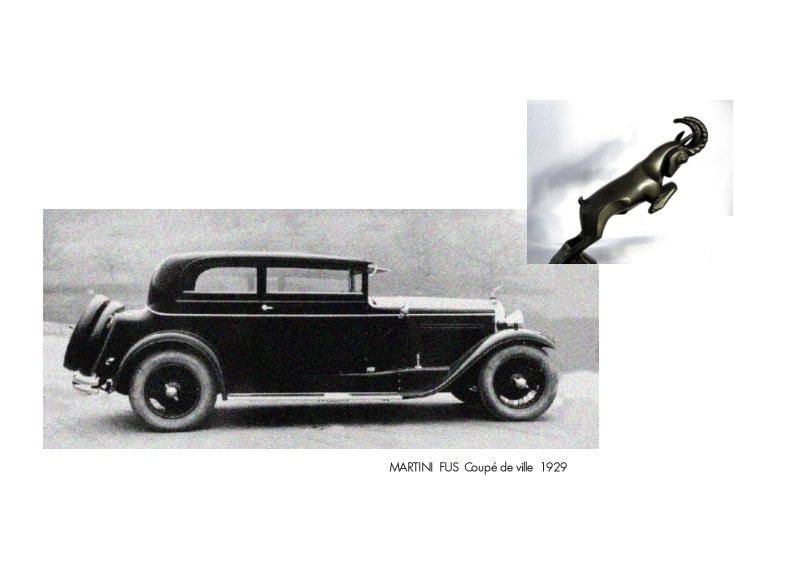
Martini FUS

Через рік виходить більші моделі — 4,4 л 90/100-сильні FUG/FUS. Ці машини мають центральне змащення всіх вузлів, 4-швидкісну коробку передач, тож навіть важкі «пульмани» могли розвивати швидкість до 130 км/год, не кажучи вже про ландоле і родстер.
Цей же мотор використовується на вантажівках, автобусах, пожежних машинах і на швидкій допомозі.

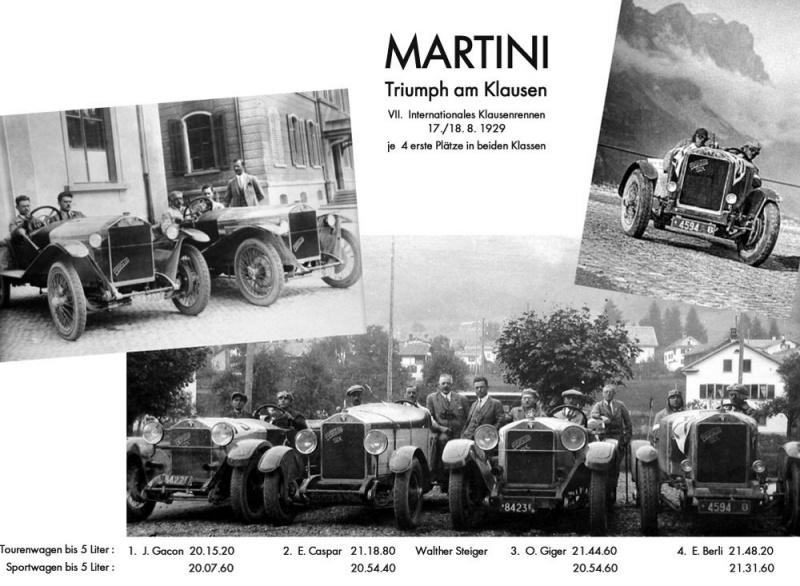
Гоночний Martini Six

У 1929 році фірма повертається на гонки, де перемагає, розгромивши таких виробників, як Monard, Gacon, Caspar, Giger і Berli. Машини марки «Мартіні» займають три перші місця і 4-те у важких гірських гонках «Klausenrennen».
Однак фірма випускає дуже дорогу продукцію, в Швейцарії взагалі важко продати машину, не кажучи вже про такий дорогий автомобіль «Мартіні». А на основних ринках збуту вже почав руйнівну діяльність «чорний понеділок» 1929 року.

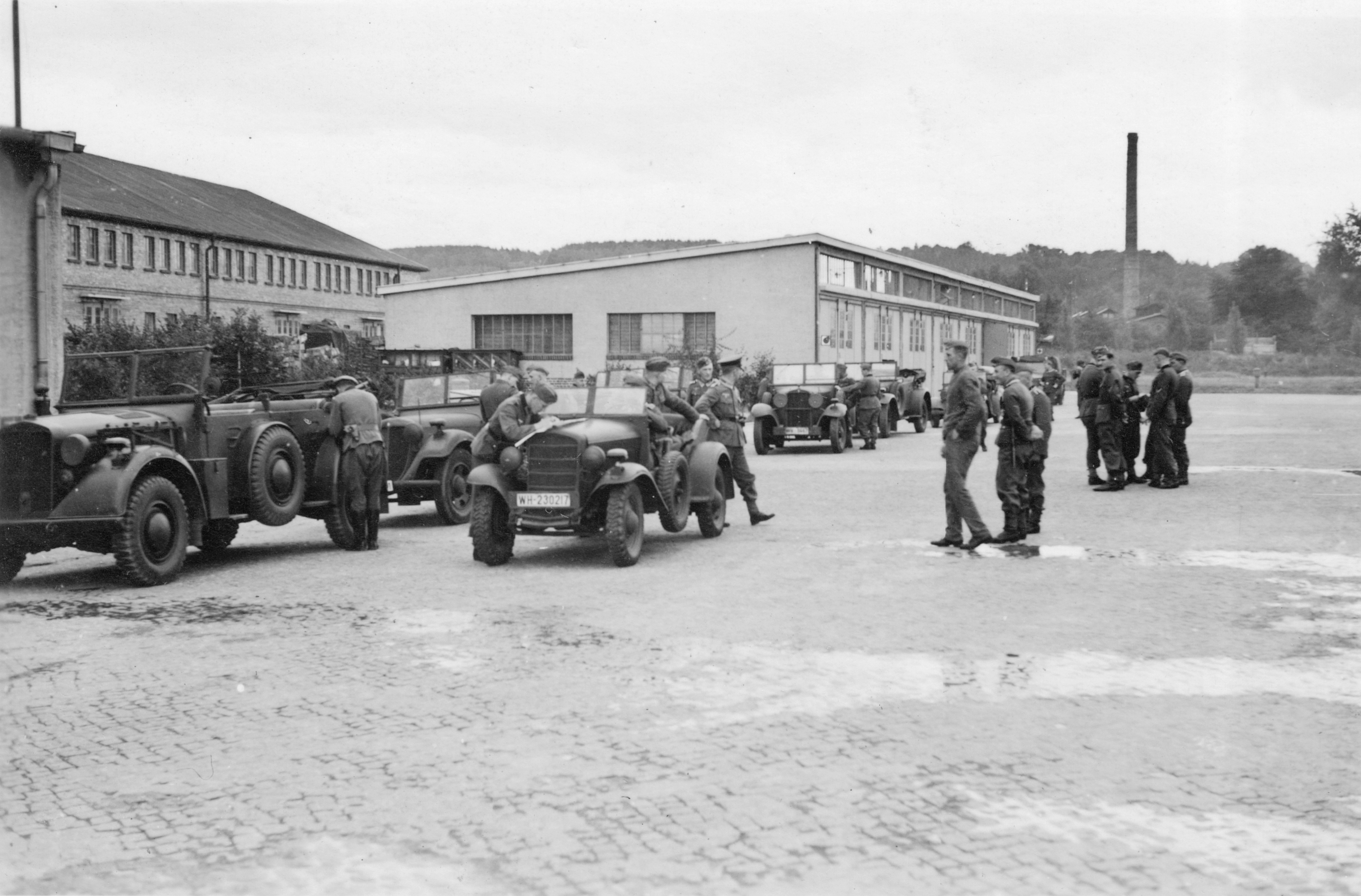
Wanderer W11, але точно так само виглядав Martini KM

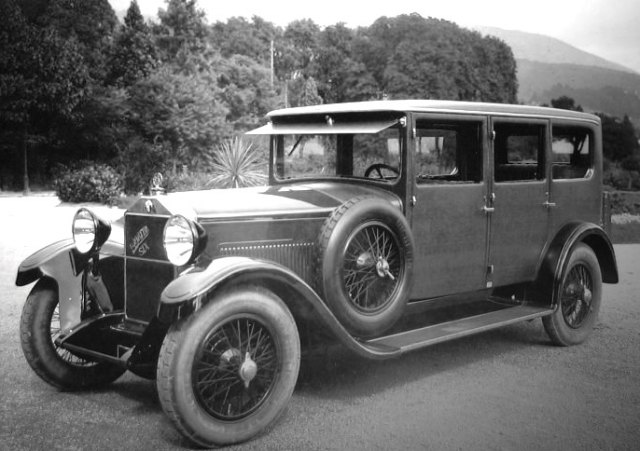
Martini NF

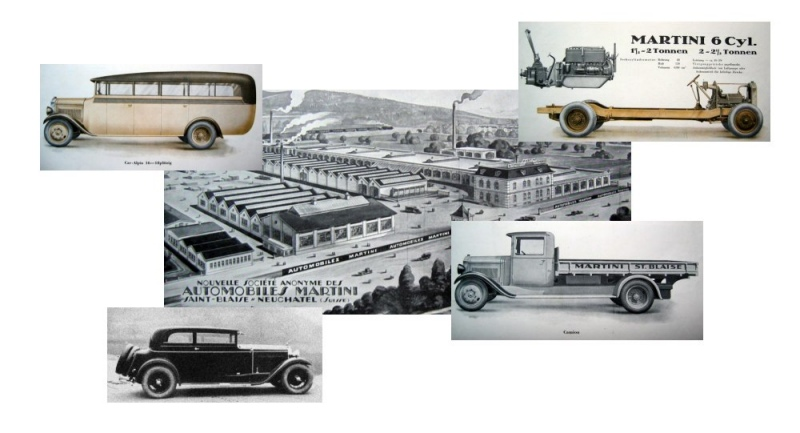
Продукція Martini 1928 року

Фірма проектує передньопривідний недорогий автомобіль, але грошей не вистачає для завершення проекту, і тоді брати Штайгери вирішують купити ліцензію на дешевший «Вандерер W11» — це 6-циліндровий автомобіль з мотором, об'ємом 2,5 л і потужністю 50 сил.Їх випускали з 1930 по 1932 рік.

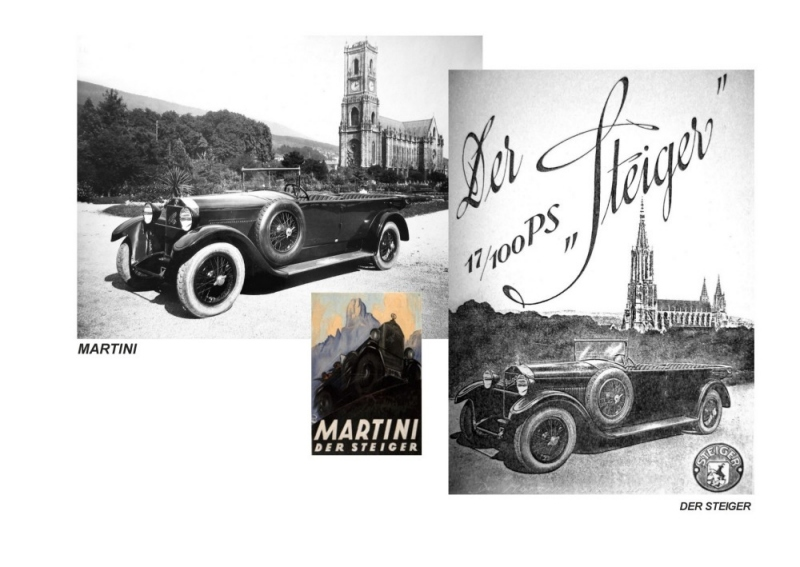
Martini NF

У 1932 з'являється заміна моделі FUS, нею стала модель NF, якій судилося стати останньою серійною машиною марки. Вона мала той же 4,4 л мотор, 4-ступінчасту синхронізовану коробку передач, амортизатори всіх коліс, гальма «системи Локхід» і т.д, це була цілком сучасна машина.

## Припинення виробництва автомобілів. Компанія Muller-Martini
Однак і ця модель не змогла врятувати від проблеми, в підсумку з 1930 по 1934 було вироблено 3500 автомобілів цієї марки, в той час, як, наприклад, «Рено» тільки перед Першою світовою в рік виробляв більше 4000 автомобілів. Тож 12 червня 1934 року автомобільний завод закрили. Фірма повернулася до того, з чого починала, а саме — з палітурних машин. Незабаром фірму викупив Ганз Мюллер, він перейменував її на Muller-Martini, яка існує і сьогодні, будучи одним з найбільших виробників обладнання для друкарства.
У 1990 році Петер Шудель купив права на марку «Мартіні» і збирався побудувати спортивний автомобіль з 760-сильним мотором фірми «Лотус». Фари повинні були бути ксенонові, замість проводки — оптоволокно, машина повинна була бути приурочена до 700-річчя Швейцарії, однак проект виявився без фінансування, а тому не був здійснений.

## Список легкових автомобілів Martini
- 1897 — Martini Typ 1
- 1898 — Martini Typ 2
- 1899 — Martini Typ 3
- 1901 — Martini Typ 4
- 1902 — Martini 10PS
  - Martini 16PS
- 1903 — Martini 14PS
  - Martini 20/24HP
  - Martini 14/18PS
- 1907 — Martini 20HP
  - Martini 28HP
  - Martini 40HP
- 1908 — Martini 12HP
  - Martini 16HP
- 1912 — Martini GA
- 1913 — Martini 18/24HP
- 1914 — Martini GV
- 1919 — Martini TF
- 1926 — Martini Six
- 1927 — Martini FUG
  - Martini FUS
- 1930 — Martini KM
- 1932 — Martini NF